# Lew Brown (attore)
Lew Brown (Goltry, 18 marzo 1925 – La Jolla, 27 luglio 2014) è stato un attore statunitense.
Brown recitò in diverse produzioni per la televisione, oltre cento dal 1960 al 1992, e 14 produzioni cinematografiche dal 1959 al 1988.

## Biografia
Lew Brown nacque a Goltry, in Oklahoma, il 18 marzo 1925. Debuttò al cinema alla fine degli anni cinquanta e in televisione agli inizi degli anni 60. Per il piccolo schermo fu accreditato diverse volte grazie a numerose interpretazioni di personaggi più o meno regolari, come Allen Bennett in 13 episodi della serie F.B.I. dal 1966 al 1972 (più altri quattro episodi con altri ruoli) e James Ryland in quattro episodi della serie Apple's Way nel 1974 (più un altro episodio con un altro ruolo). Collezionò molte altre partecipazioni dagli anni cinquanta agli anni novanta in veste di guest star o di interprete di personaggi perlopiù minori in numerosi episodi e spesso interpretando più personaggi per serie. Si possono altresì citare due episodi di Ben Casey, due episodi di Laramie, quattro episodi di Ai confini della realtà, sei episodi di L'ora di Hitchcock, due episodi di Lassie, tre episodi di Gli uomini della prateria, tre episodi di Il fuggiasco, tre episodi di Selvaggio west, sei episodi di Death Valley Days, sei episodi di Dragnet 1967, 12 episodi di Il virginiano, 21 episodi di Gunsmoke, sette episodi di Squadra emergenza, quattro episodi di Una famiglia americana, due episodi di Cuore e batticuore e tre episodi di Dallas.
Il grande schermo lo vide interprete di diversi personaggi tra cui quelli del sergente Neil Samuels in La febbre del delitto del 1959, Jim Smiley in The Threat del 1960, Frank in Ladri sprint del 1967, il sergente Shaeffer in I contrabbandieri del cielo del 1968, Reynolds in Airport del 1970, Peterson in Colossus: The Forbin Project del 1970, Collins in Settimo potere del 1971, Gilbert in The Man del 1972, Harrison in Roger il re dei cieli del 1973 e Jack Klepper in Attenti a quella pazza Rolls Royce del 1977. Prima di ritirarsi alle scene, è stato accreditato per l'ultima volta sugli schermi televisivi in un episodio trasmesso il 1º luglio 1992, intitolato The Unseen Enemy e facente parte della serie Raven, mentre per il grande schermo l'ultimo ruolo affidatogli è stato quello nel film Portrait of a White Marriage del 1988.

## Filmografia

### Cinema
- La febbre del delitto (Crime & Punishment, USA) (1959)
- The Threat (1960)
- Ladri sprint (Fitzwilly) (1967)
- I contrabbandieri del cielo (The Hell with Heroes) (1968)
- Topaz, regia di Alfred Hitchcock (1969)
- Airport, regia di George Seaton (1970)
- Colossus: The Forbin Project (1970)
- Settimo potere (The Resurrection of Zachary Wheeler) (1971)
- The Man (1972)
- Roger il re dei cieli (Ace Eli and Rodger of the Skies) (1973)
- Breezy, regia di Clint Eastwood (1973)
- Attenti a quella pazza Rolls Royce (Grand Theft Auto) (1977)
- Telefon (1977)
- Portrait of a White Marriage (1988)

### Televisione
- Maverick – serie TV, episodio 3x18 (1960)
- Gunsmoke – serie TV, 21 episodi (1956-1974)
- Laramie – serie TV, 2 episodi (1960-1962)
- Ai confini della realtà (The Twilight Zone) – serie TV, 4 episodi (1960-1963)
- Gli uomini della prateria (Rawhide) – serie TV, 3 episodi (1961-1965)
- Two Faces West – serie TV, un episodio (1961)
- Outlaws – serie TV, un episodio (1961)
- Lassie – serie TV, 2 episodi (1962-1965)
- Il virginiano (The Virginian) – serie TV, 12 episodi (1962-1970)
- Insight – serie TV, un episodio (1962)
- Alfred Hitchcock presenta (Alfred Hitchcock Presents) – serie TV, un episodio (1962)
- Have Gun - Will Travel – serie TV, episodio 5x33 (1962)
- Ben Casey – serie TV, 2 episodi (1962)
- Stoney Burke – serie TV, un episodio (1962)
- L'ora di Hitchcock (The Alfred Hitchcock Hour) – serie TV, 6 episodi (1963-1965)
- Death Valley Days – serie TV, 6 episodi (1963-1969)
- Empire – serie TV, un episodio (1963)
- Combat! – serie TV, un episodio (1963)
- Il fuggiasco (The Fugitive) – serie TV, 3 episodi (1964-1966)
- Bonanza – serie TV, 2 episodi (1964-1972)
- Twelve O'Clock High – serie TV, un episodio (1964)
- Slattery's People – serie TV, episodio 1x08 (1964)
- Selvaggio west (The Wild Wild West) – serie TV, 3 episodi (1965-1967)
- F.B.I. (The F.B.I.) – serie TV, 17 episodi (1965-1972)
- Viaggio in fondo al mare (Voyage to the Bottom of the Sea) – serie TV, un episodio (1965)
- I giorni della nostra vita – serie TV (Days of Our Lives) (1965)
- Perry Mason – serie TV, un episodio (1966)
- Cimarron Strip – serie TV, 2 episodi (1967-1968)
- Gli invasori (The Invaders) – serie TV, 2 episodi (1967)
- Dragnet 1967 – serie TV, 6 episodi (1968-1970)
- Adam-12 – serie TV, 5 episodi (1968-1971)
- Operazione ladro (It Takes a Thief) – serie TV, un episodio (1968)
- The Good Guys – serie TV, un episodio (1968)
- Ironside – serie TV, 2 episodi (1970-1971)
- Marcus Welby (Marcus Welby, M.D.) – serie TV, 3 episodi (1970-1975)
- In nome della giustizia (The Bold Ones: The Protectors) – serie TV, un episodio (1970)
- Cutter's Trail – film TV (1970)
- The Challenge – film TV (1970)
- Strega per amore (I Dream of Jeannie) – serie TV, un episodio (1970)
- Giovani ribelli (The Young Rebels) – serie TV, un episodio (1970)
- Giovani avvocati (The Young Lawyers) – serie TV, episodio 1x06 (1970)
- Nancy – serie TV, un episodio (1970)
- Ai confini dell'Arizona (The High Chaparral) - serie TV, episodio 4x13 (1970)
- Mannix – serie TV, 2 episodi (1971-1974)
- D.A.: Conspiracy to Kill – film TV (1971)
- Due onesti fuorilegge (Alias Smith and Jones) – serie TV, un episodio (1971)
- Uomini di legge (Storefront Lawyers) – serie TV, un episodio (1971)
- O'Hara, U.S. Treasury – serie TV, un episodio (1971)
- The D.A. – serie TV, un episodio (1971)
- Missione Impossibile (Mission: Impossible) – serie TV, 2 episodi (1972-1973)
- Colombo (Columbo) – serie TV, 2 episodi (1972-1973)
- Squadra emergenza (Emergency!) – serie TV, 7 episodi (1972-1976)
- Room 222 – serie TV, un episodio (1972)
- The Manhunter – film TV (1972)
- A tutte le auto della polizia (The Rookies) – serie TV, 2 episodi (1972)
- Mistero in galleria (Night Gallery) – serie TV, un episodio (1972)
- Una famiglia americana (The Waltons) – serie TV, 4 episodi (1973-1979)
- Money to Burn – film TV (1973)
- Roll Out – serie TV, un episodio (1973)
- Uno sceriffo a New York (McCloud) – serie TV, 3 episodi (1974-1976)
- Barnaby Jones – serie TV, un episodio (1974)
- Hec Ramsey – serie TV, un episodio (1974)
- Arriva l'elicottero (Chopper One) – serie TV, un episodio (1974)
- Banacek – serie TV, un episodio (1974)
- Cannon – serie TV, un episodio (1974)
- Planet Earth – film TV (1974)
- Death Sentence – film TV (1974)
- Shazam! – serie TV, un episodio (1974)
- Apple's Way – serie TV, 5 episodi (1974)
- Baretta – serie TV, un episodio (1975)
- La casa nella prateria (Little House on the Prairie) – serie TV, un episodio (1975)
- Kolchak: The Night Stalker – serie TV, un episodio (1975)
- The Runaways – film TV (1975)
- Mobile One – serie TV, un episodio (1975)
- Ellery Queen - serie TV, episodio 1x08 (1975)
- Sulle strade della California (Police Story) – serie TV, un episodio (1975)
- Ragazzo di provincia (Gibbsville) – serie TV, un episodio (1976)
- Squadra Most Wanted (Most Wanted) – serie TV, un episodio (1976)
- Militari di carriera (Once an Eagle)– miniserie TV (1976)
- Nel tunnel dei misteri con Nancy Drew e gli Hardy Boys (The Hardy Boys/Nancy Drew Mysteries) – serie TV, un episodio (1977)
- Have I Got a Christmas for You – film TV (1977)
- Quincy (Quincy M.E.) – serie TV, un episodio (1977)
- Project UFO – serie TV, 2 episodi (1978)
- The Clone Master – film TV (1978)
- Due americane scatenate (The American Girls) – serie TV, un episodio (1978)
- Time Out – serie TV, un episodio (1978)
- The Winds of Kitty Hawk – film TV (1978)
- Un uomo chiamato Sloane (A Man Called Sloane) – serie TV, un episodio (1979)
- Lobo (The Misadventures of Sheriff Lobo) – serie TV, un episodio (1980)
- Kenny Rogers as The Gambler – film TV (1980)
- La famiglia Bradford (Eight Is Enough) – serie TV, un episodio (1980)
- A Matter of Life and Death – film TV (1981)
- Visite a domicilio (House Calls) – serie TV, un episodio (1982)
- Disneyland – serie TV, un episodio (1982)
- Tales of the Apple Dumpling Gang – film TV (1982)
- Flamingo Road – serie TV, un episodio (1982)
- Dallas – serie TV, 3 episodi (1983-1987)
- Cuore e batticuore (Hart to Hart) – serie TV, 2 episodi (1983)
- Hotel – serie TV, 2 episodi (1984-1986)
- California (Knots Landing) – serie TV, un episodio (1984)
- Handsome Harry's – film TV (1985)
- Raven – serie TV, un episodio (1992)